# Horka I
Obec Horka I (německy Horka) se nachází v okrese Kutná Hora, kraj Středočeský, 9 km severovýchodně od Čáslavi. Žije zde 400 obyvatel. Součástí obce jsou i vesnice Borek a Svobodná Ves. Jihozápadně od obce protéká potok Čertovka, který je pravostranným přítokem řeky Doubravy.

## Historie
První písemná zmínka o obci pochází z roku 1318.

### Územněsprávní začlenění
Dějiny územněsprávního začleňování zahrnují období od roku 1850 do současnosti. V chronologickém přehledu je uvedena územně administrativní příslušnost obce (osady) v roce, kdy ke změně došlo:
- do 1849 země česká, kraj Čáslav
- 1850 země česká, kraj Pardubice, politický okres Kutná Hora, soudní okres Čáslav[4]
- 1855 země česká, kraj Čáslav, soudní okres Čáslav
- 1868 země česká, politický i soudní okres Čáslav
- 1939 země česká, Oberlandrat Kolín, politický i soudní okres Čáslav[5]
- 1942 země česká, Oberlandrat Praha, politický i soudní okres Čáslav[6]
- 1945 země česká, správní i soudní okres Čáslav[7]
- 1949 Pardubický kraj, okres Čáslav[8]
- 1960 Středočeský kraj, okres Kutná Hora
- 2003 Středočeský kraj, obec s rozšířenou působností Čáslav

### Rok 1932
Ve vsi Horka (přísl. Borek, Svobodná Ves, 713 obyvatel) byly v roce 1932 evidovány tyto živnosti a obchody: holič, 4 hostince, hotel, kolář, 2 kováři, vodní družstvo - meliorace, obuvník, pojišťovací jednatelství, 2 pokrývači, rolník, 3 obchody se smíšeným zbožím, tesařský mistr, 3 trafiky, 2 truhláři.

## Doprava
Dopravní síť
- Pozemní komunikace – Obcí prochází silnice II/338 silnice I/2 - Horka I - Žehušice - Čáslav - Zbýšov.

- Železnice – Železniční trať ani stanice na území obce nejsou.

Veřejná doprava 2011
- Autobusová doprava – Z obce vedly příměstské autobusové linky např. do těchto cílů:Čáslav, Chvaletice, Kutná Hora, Semtěš (dopravce Veolia Transport Východní Čechy, a. s.).

## Další fotografie

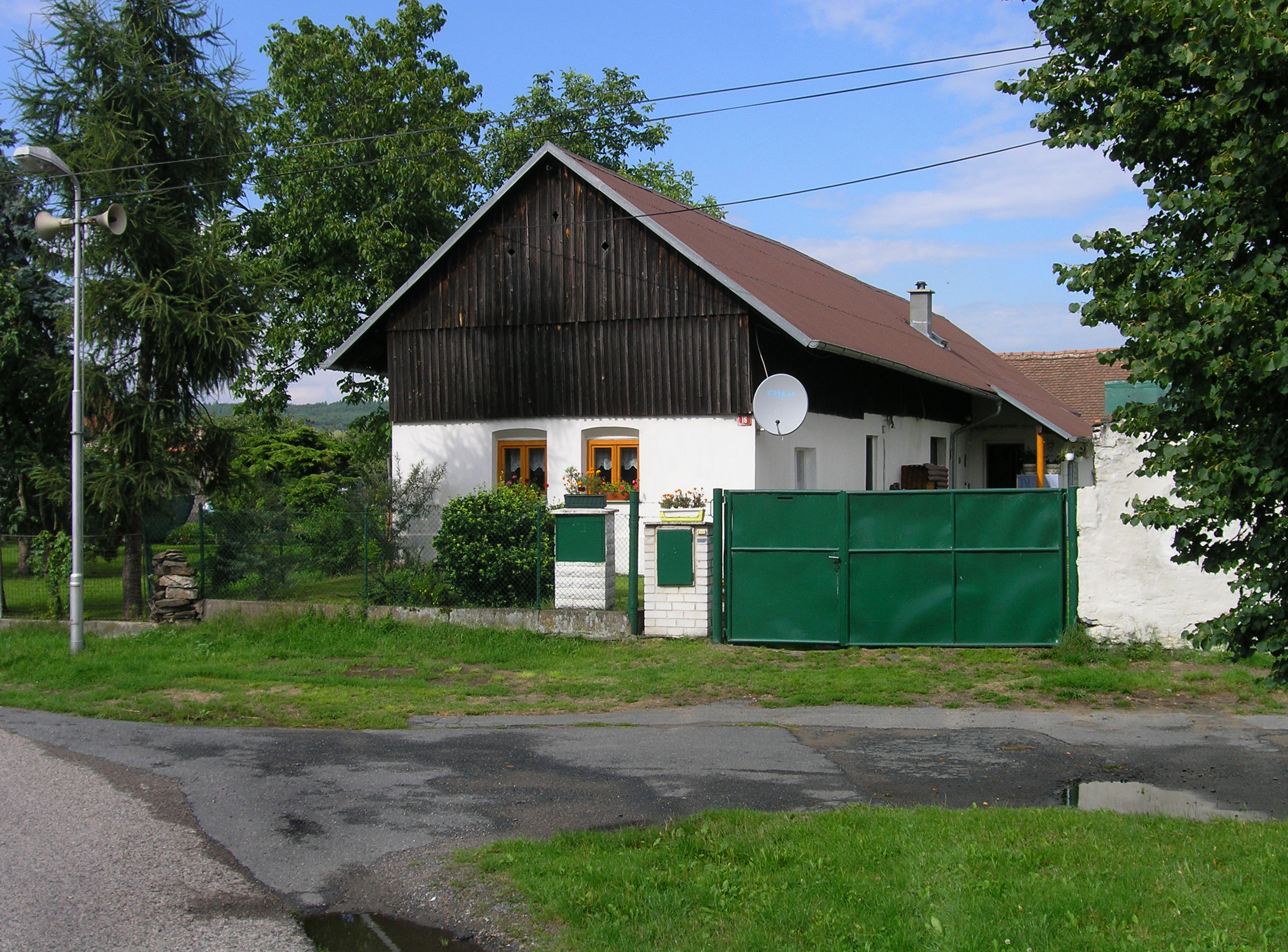
Domek ve středu obce
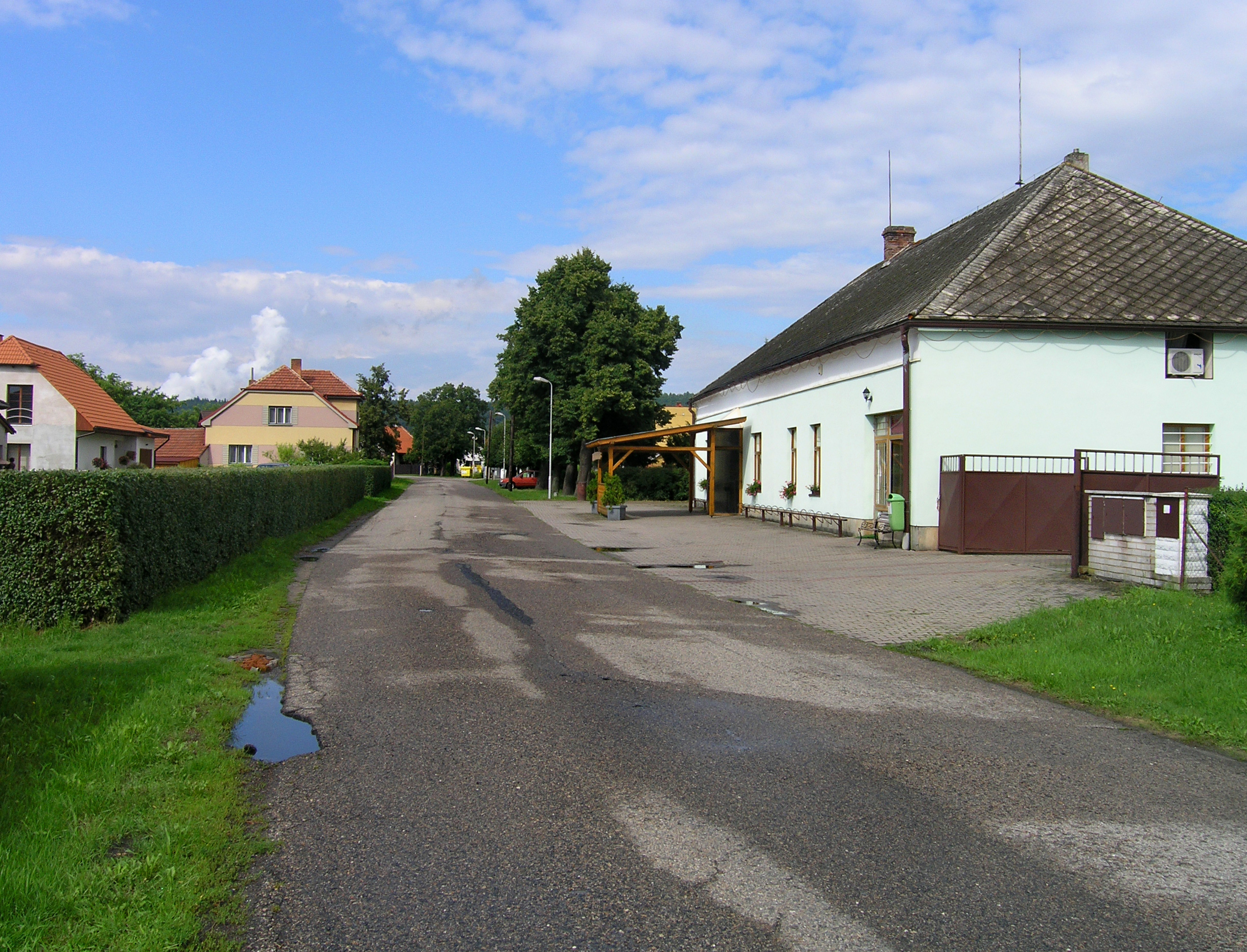
Restaurace